# Municipio de Cathay
El municipio de Cathay (en inglés: Cathay Township) es un municipio ubicado en el condado de Wells en el estado estadounidense de Dakota del Norte. En el año 2010 tenía una población de 56 habitantes y una densidad poblacional de 0,6 personas por km².

## Geografía
El municipio de Cathay se encuentra ubicado en las coordenadas 47°32′25″N 99°27′36″O / 47.54028, -99.46000. Según la Oficina del Censo de los Estados Unidos, el municipio tiene una superficie total de 92.57 km², de la cual 92,32 km² corresponden a tierra firme y (0,27 %) 0,25 km² es agua.

## Demografía
Según el censo de 2010, había 56 personas residiendo en el municipio de Cathay. La densidad de población era de 0,6 hab./km². De los 56 habitantes, el municipio de Cathay estaba compuesto por el 100 % blancos. Del total de la población el 0 % eran hispanos o latinos de cualquier raza.